# Чонбурі (місто)
Чонбурі — місто в Таїланді, столиця однойменної провінції. Розташоване приблизно за 100 км на схід від Бангкока, на березі Сіамської затоки. Назва означає місто води.
Чонбурі має статус містечка (thesaban mueang) з 1935 року. В районі Бо-він міста розташована штаб-квартира Ford Motor Company (Thailand) Limited, виробничі потужності якої розташовані на території сусідньої провінції Районґ .